# La Oceanía Española
La Oceanía Española fue un periódico español editado en Manila entre 1877 y 1899.

## Historia
El diario fue fundado en 1877, saliendo a la calle su primer número el 1 de enero del mismo año.
En su época llegó a consolidarse como una de las principales publicaciones de Manila, junto a otros como El Comercio o el Diario de Manila. En 1899 el diario llegó a sacar una edición en lengua tagala, si bien no tuvo mucho éxito y desaparecería poco después. La edición española dejó de editarse unos meses después, coincidiendo con la ocupación estadounidense.